# Butades

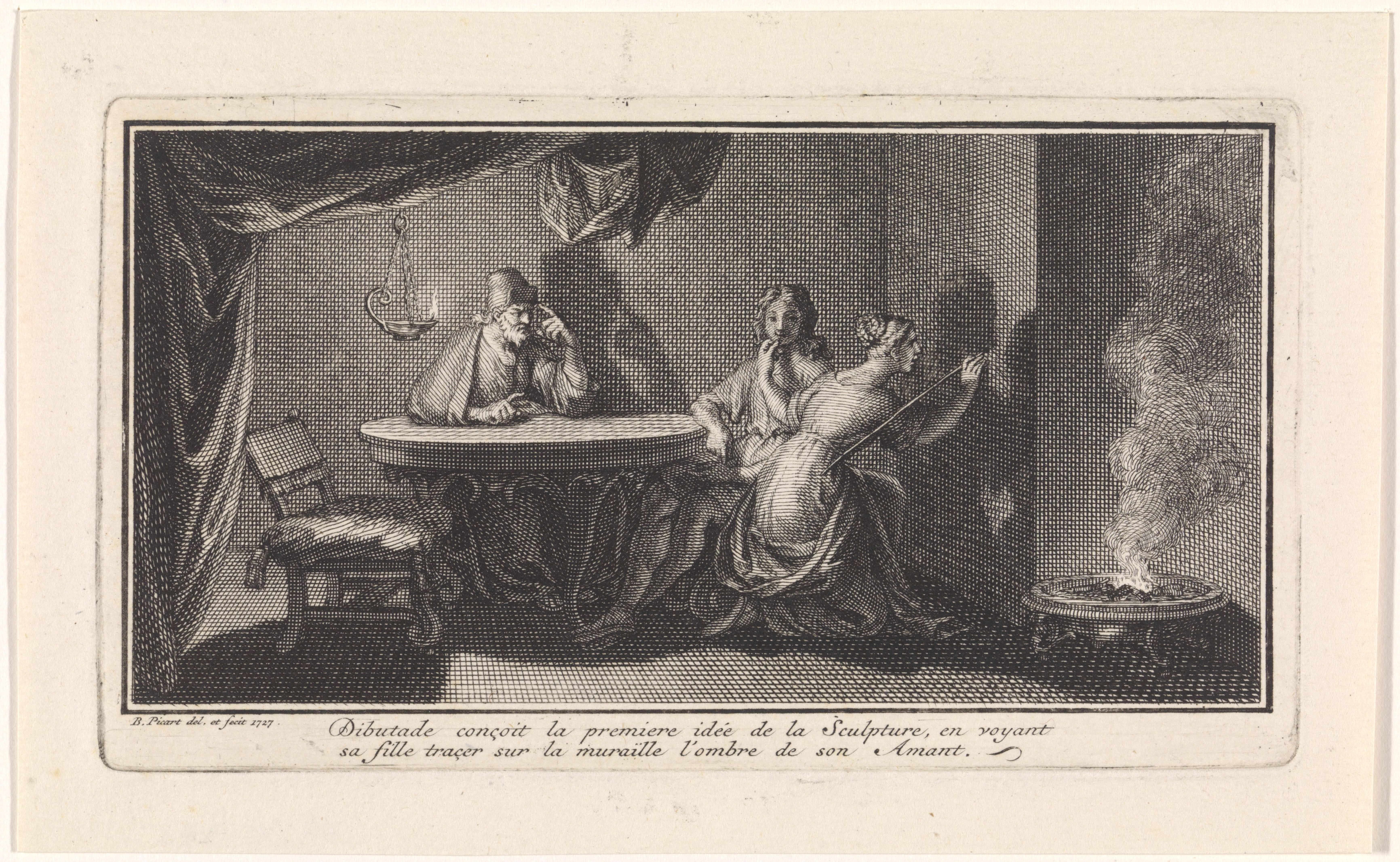
Bernard Picart: Ontdekking van de beeldhouwkunst, 1727, Amsterdam, Rijksmuseum

Butades, ältere Lesart Dibutades, war ein wahrscheinlich mythischer antiker Töpfer aus Sikyon, dem die Erfindung des Tonreliefs und plastischer Stirnziegel zugeschrieben wurden.
Butades soll auf die Idee zur Herstellung von Tonreliefs gekommen sein, als er einen von seiner Tochter, später Kore genannt, an die Wand gemalten Schattenriss mit Ton ausfüllte und das dabei entstandene Relief zusammen mit anderen Tonwaren brannte. Das dabei entstandene Werk soll sich laut Plinius im Nymphäum von Korinth befunden haben, bis die Stadt 146 v. Chr. zerstört wurde. Neben der Erfindung des Tonreliefs wurden ihm die Färbung des Tons durch die Zugabe roter Erde und die Erfindung von Antefixen zugeschrieben, die mit Masken und Figuren geschmückt sind. Die Figuren sollen dabei sowohl als prostypa auf die Ziegel aufgebracht als auch als ectypa aus der Tonmasse herausgearbeitet worden sein.

## Butades-Mythos in den Künsten
In der Darstellung des Mythos wird in der Regel die Tochter Dibutade gezeigt, wie sie den Schatten ihres Geliebten zeichnet. Nur selten ist ihr Vater auch abgebildet, so etwa in dem Stich von Benoît-Louis Prévost nach einer Zeichnung von Charles-Nicolas Cochin dem Jüngeren von 1769 oder in zwei Zeichnungen von Johann Erdmann Hummel 1834.